# Wolsztyn
Wolsztyn è un comune urbano-rurale polacco del distretto di Wolsztyn, nel voivodato della Grande Polonia.
Ricopre una superficie di 249,64 km² e nel 2006 contava 29 269 abitanti.
Wolsztyn è famosa per essere la sede dell'ultimo deposito in Europa di locomotive a vapore in regolare servizio di linea quotidiano su una rete ferroviaria statale.
Il deposito comprende la rimessa delle locomotive servita da una piattaforma girevole ed un museo con locomotive restaurate.
Per il mese di febbraio 2025 il servizio a vapore viene ancora svolto sulla linea Wolsztyn-Zbąszynek (lunedì-venerdì) e sulla linea Poznań-Wolsztyn (sabato).

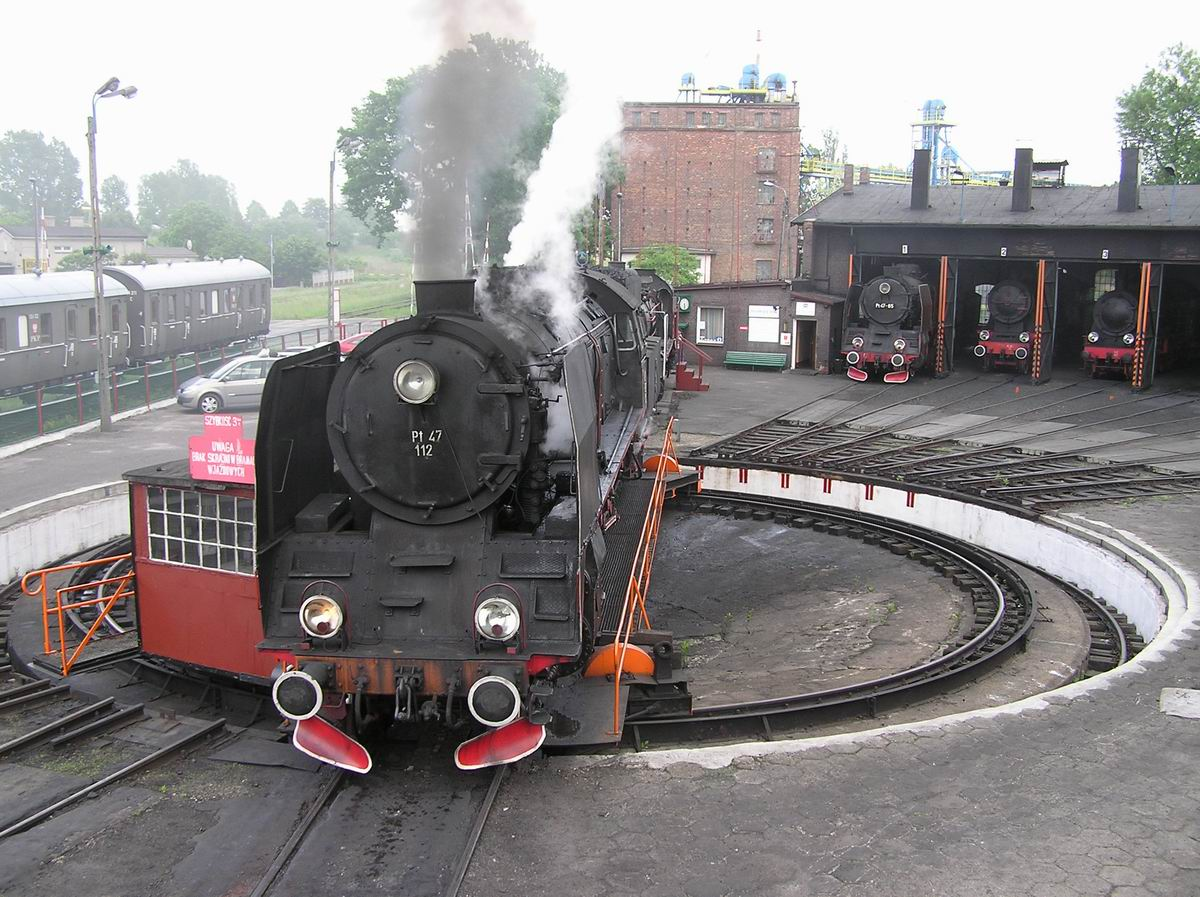
Il deposito locomotive